# Zamkowa Wola (przystanek kolejowy)
Zamkowa Wola (dawniej też Rawa Zamkowa Wola)– wąskotorowy kolejowy przystanek osobowy w Rawie Mazowieckiej (na osiedlu Zamkowa Wola), w województwie łódzkim, w Polsce. Obsługuje ruch turystyczny.